# 1967 au cinéma
| Années du cinéma : 1964 - 1965 - 1966 - 1967 - 1968 - 1969 - 1970    |
| Décennies du cinéma : 1930 - 1940 - 1950 - 1960 - 1970 - 1980 - 1990 |

Cet article présente les faits marquants de l'année 1967 au cinéma.

## Événements
- 1er janvier : Entrée en vigueur de la taxe spéciale additionnelle sur les places de cinéma destinée au financement de la production française.
- 19 février : Le film Répulsion de Roman Polanski est l'objet d'une interdiction de projection à Genève, les distributeurs saisissent les tribunaux.
- 21 février : Après 260 semaines continues d'exploitation au cinéma Georges V puis à l'Arlequin, à Paris, West Side Story de Robert Wise quitte l'affiche avec un million et demi de spectateurs.
- Le Tribunal administratif annule, le 24 février, la décision gouvernementale d'interdiction du film Suzanne Simonin, la Religieuse de Diderot de Jacques Rivette pour insuffisance de motifs. L'affaire repart à zéro. L'œuvre doit de nouveau être visée par la Commission de contrôle. Le 30 mai le film obtient un visa d'exploitation. Il a fait l'objet, entre-temps, de l'ajout d'une postface sur la vie religieuse. Le film sort enfin en salle le 26 juillet.
- 7 juin : Création aux États-Unis d'un Institut américain du film afin de « préserver et développer les ressources artistiques et culturelles du cinéma », présidé par Gregory Peck.
- 21 juin : L'Algérie décide une « mise sous protection » des affaires cinématographiques occidentales et établit une liste noire des auteurs et interprètes juifs ou ayant manifesté leur sympathie pour Israël lors du dernier conflit.
- 17 août : Los Olvidados de Luis Buñuel est enfin autorisé en Espagne après dix ans de recours divers.
- Le film Loin du Viêt Nam auquel collaborent sept des plus grands réalisateurs du moment — Joris Ivens, William Klein, Claude Lelouch, Chris Marker, Alain Resnais, Agnès Varda et Jean-Luc Godard — fait sa première européenne le 18 octobre, à Besançon, devant un parterre d'ouvriers, sujets du film, dont le conflit social a été monté en parallèle avec le conflit du Viêt Nam. Le film prend ouvertement partie pour le Việt Cộng. Il est ensuite projeté en grande pompe au Théâtre national parisien le 9 décembre. Il ne tarde pas à déclencher la polémique. Le 19 décembre, un groupe d'extrême-droite saccage le cinéma Kinorama, à Paris, et blesse l'un de ses employés.
- 24 octobre : Des mouvements d'extrême gauche manifestent lors de la première du film Vivre pour vivre à Stockholm et injurient Claude Lelouch et Yves Montand.
- À Cuba, des écrivains et artistes cubains réunis le 2 novembre à l'initiative de Fidel Castro, réclament l'abolition de la propriété intellectuelle.
- Le 9 novembre, lors d'un débat sur les affaires culturelles, l'Assemblée Nationale aborde le problème de concurrence entre la télévision et le cinéma. Le député Roger Ribadeau-Dumas plaide pour le cinéma et une régulation de la diffusion des films à la télévision : « La télévision doit être au cinéma ce que le livre de poche est à l'édition normale ».
- 1er décembre : La RFA se dote d'un système de soutien au cinéma, similaire au système français.
- 19 décembre : La décision prise par le gouvernement français de bloquer les prix d'entrées en salle dans le but de lutter contre l'inflation, fait un tollé. la Fédération nationale des cinémas français estime que les salles sont une nouvelle fois victimes d'une discrimination arbitraire.

## Principales sorties en salles enFrance
- 1er janvier : La Comtesse de Hong-Kong de Charles Chaplin.
- 11 janvier : L'Ombre d'un géant de Melville Shavelson.
- 22 février : Le Voleur de Louis Malle.
- 1er mars : Sept hommes et une garce de Bernard Borderie
- 2 mars : La Collectionneuse, film d’Éric Rohmer.
- 8 mars : Les Demoiselles de Rochefort de Jacques Demy.
- 16 mars : Fantômas contre Scotland Yard d'André Hunebelle.
- 1er avril : La Nuit des généraux d'Anatole Litvak.
- 26 avril : La Vingt-cinquième Heure d'Henri Verneuil.
- 24 mai : Belle de jour de Luis Buñuel.
- 24 mai : Blow-Up de Michelangelo Antonioni.
- 26 juillet : Suzanne Simonin, la Religieuse de Diderot de Jacques Rivette.
- 2 août : Dans la chaleur de la nuit de Norman Jewison.
- 30 août : La Chinoise de Jean-Luc Godard annonce les contestations sociales à venir.
- 20 septembre : On ne vit que deux fois (You Only Live Twice) de Lewis Gilbert.
- Septembre : Vivre pour vivre, film de Claude Lelouch.
- 11 octobre : Oscar d'Édouard Molinaro.
- 25 octobre : Le Samouraï de Jean-Pierre Melville.
- 27 octobre : Indomptable Angélique de Bernard Borderie.
- 8 novembre : Bonnie et Clyde d'Arthur Penn.
- 1er décembre : Les Grandes Vacances de Jean Girault.
- 1er décembre : Les Douze Salopards (The Dirty Dozen) de Robert Aldrich.
- 1er décembre : Luke la main froide (Cool Hand Luke) de Stuart Rosenberg.
- 12 décembre : Casino Royale coréalisé par Val Guest, Ken Hughes, John Huston, Joseph McGrath et Robert Parrish.
- 15 décembre : Au feu, les pompiers ! de Miloš Forman sort en Tchécoslovaquie ; le 15 juin 1968 en France.
- 16 décembre : Playtime de Jacques Tati.
- 21 décembre :  Le Lauréat, de Mike Nichols.
- 21 décembre :  Reflets dans un œil d'or, de John Huston.
- 21 décembre :  Les Risques du métier, d'André Cayatte.

Voir aussi : Catégorie:Film sorti en 1967

## Principaux films
- À chacun son dû (A ciascuno il suo), d'Elio Petri, avec Gian Maria Volontè, Irène Papas et Gabriele Ferzetti.
- À cœur joie, de Serge Bourguignon, avec Brigitte Bardot, Laurent Terzieff et Jean Rochefort.
- Accident, de Joseph Losey, avec Dirk Bogarde, Stanley Baker et Jacqueline Sassard.

## Festivals

### 12 mai:Cannes
- Palme d'or : Blow-Up de Michelangelo Antonioni
- Prix de la mise en scène : Ferenc Kósa pour Les Dix mille soleils (Tizezer nap)
- Grand prix spécial du jury : ex æquo, Accident de Joseph Losey et J'ai même rencontré des tziganes heureux (Skulpjaci perja) de Aleksandar Petrović
- Prix de la Critique Internationale : ex-æquo, Ukamau de Jorge Sanjines et Les Dix mille soleils (Tizezer nap) de Ferenc Kósa
- Prix d'interprétation féminine : Pia Degermark pour Elvira Madigan de Bo Widerberg
- Prix d'interprétation masculine : Oded Kotler pour Trois jours et un enfant d'Uri Zohar
- Palme du court métrage : Ciels de Hollande (Skies over Holland) de John Ferno Fernhout

### Autres festivals
- 10 septembre : Mostra de Venise : Le Lion d'or est attribué à Belle de jour de Luis Buñuel ; deux prix spéciaux sont décernés, l'un à La Chinoise de Jean-Luc Godard, l'autre à La Chine est proche de Marco Bellocchio ; la coulpe Volpi d'interprétation féminine récompense Shirley Knight dans Dutchman d'Anthony Harvey et la coupe Volpi d'interprétation masculine, Ljubisa Samardzic pour L'Aube (Jutro) de Purisa Djordjevic.
- Festival de Berlin : L'Ours d'or du meilleur film est décerné à Le Départ de Jerzy Skolimowski
- Festival international du film de Locarno : Pour la deuxième année consécutive, le Festival renonce à la compétition (v. 1966 au cinéma).

## Récompenses

### Oscars
- Meilleur film : Dans la chaleur de la nuit (In the Heat of the Night) de Norman Jewison
- Meilleur réalisateur : Mike Nichols pour Le Lauréat (The Graduate)
- Meilleure actrice : Katharine Hepburn dans Devine qui vient dîner ? (Guess Who's Coming to dinner) de Stanley Kramer
- Meilleur acteur : Rod Steiger dans Dans la chaleur de la nuit (In the Heat of the Night) de Norman Jewison
- Meilleur film étranger : Trains étroitement surveillés (Ostre sledované vlaky) de Jiří Menzel

### Autres récompenses
- Prix Louis-Delluc : Benjamin ou les Mémoires d'un puceau de Michel Deville
- Prix Jean-Vigo : Qui êtes-vous, Polly Maggoo ? de William Klein
- Golden Globe Award : Le golden globe du meilleur film est attribué à Un homme et une femme de Claude Lelouch
- Ticket d'or décernées par les téléspectateurs pour : Les Grandes Vacances de Jean Girault

## Box-Office

### France
- Box-office France 1967

1. Les Grandes Vacances de Jean Girault
2. Oscar d'Édouard Molinaro
3. Les Douze Salopards (The Dirty Dozen) de Robert Aldrich
4. On ne vit que deux fois (You Only Live Twice) de Lewis Gilbert
5. Fantômas contre Scotland Yard de André Hunebelle

### États-Unis
1. Le Livre de la jungle (The Jungle Book) de Wolfgang Reitherman (production Disney)
2. Le Lauréat (The Graduate) de Mike Nichols
3. Devine qui vient dîner ? (Guess Who's Coming to dinner) de Stanley Kramer
4. Bonnie and Clyde d'Arthur Penn
5. Les Douze Salopards (The Dirty Dozen) de Robert Aldrich

## Principales naissances
- 7 janvier : Irfan Khan (mort le 29 avril 2020)
- 8 janvier : Małgorzata Foremniak
- 14 janvier : Emily Watson
- 23 janvier : Steve Box
- 26 janvier : Jean-Paul Rouve
- 10 février : Laura Dern
- 19 février : Benicio Del Toro
- 20 février : Lili Taylor
- 19 mars : Wim Willaert
- 26 avril : Marianne Jean-Baptiste
- 15 mai : Madhuri Dixit
- 19 mai : Morten Tyldum
- 31 mai : Sandrine Bonnaire
- 5 juin : Ron Livingston
- 6 juin : Paul Giamatti
- 20 juin : Nicole Kidman
- 18 juillet : Vin Diesel
- 22 juillet : Rhys Ifans
- 23 juillet : Philip Seymour Hoffman (mort le 2 février 2014)
- 26 juillet : Jason Statham
- 31 juillet : Tony Bancroft
- 3 août : Mathieu Kassovitz
- 8 août : Lee Unkrich
- 21 août : Carrie-Anne Moss
- 21 septembre : Gordon Lam
- 26 septembre : David Millbern
- 28 septembre : Mira Sorvino
- 26 octobre : Kristian Widmer
- 28 octobre : Julia Roberts
- 13 novembre : Steve Zahn
- 15 novembre : François Ozon
- 22 novembre : 
  - Erik Betts
  - Mark Ruffalo
- 2 décembre : Nick Cheung
- 11 décembre : Mo'Nique
- 13 décembre : Jamie Foxx
- 15 décembre : Zep
- 16 décembre : Miranda Otto
- 29 décembre : Lilly Wachowski

## Principaux décès
- 27 janvier : Albert Rémy, acteur.
- 6 février : Martine Carol, actrice française.
- 18 février : Antonio Moreno, acteur.
- 22 février : Franz Waxman, compositeur américain d'origine polonaise.
- 5 mars : Mischa Auer, acteur d'origine russe.
- 13 avril : Nicole Berger, actrice française.
- 15 avril : Totò, acteur de cinéma et chanteur italien.
- 29 avril : Anthony Mann, scénariste et réalisateur américain.
- 30 mai : Georg Wilhelm Pabst, réalisateur, scénariste et producteur autrichien (et devenu allemand durant la période 1938-1945, du fait de l'Anschluss).
- 10 juin : Spencer Tracy, acteur américain.
- 26 juin : Françoise Dorléac, actrice française.
- 29 juin : Jayne Mansfield, actrice américaine.
- 7 juillet : Vivien Leigh, actrice britannique.
- 23 août : Roland Totheroh, chef opérateur.
- 13 octobre : Georges Sadoul, critique, historien du cinéma français.
- 24 octobre : René Génin, acteur.
- 29 octobre : Julien Duvivier, réalisateur français.
- 9 novembre : Charles Bickford, acteur américain.